# 埃爾克格羅夫 (加利福尼亞州)
埃尔克格罗夫（英語：Elk Grove）是美国加利福尼亚州沙加緬度郡的一個城市，位於薩克拉門托以南。面積71.4平方公里，2006年人口129,184人。
1850年開埠，2000年7月1日設市。